# پروتئین حمل‌کننده استرول
پروتئین‌های حمل‌کننده استرول (انگلیسی: Sterol carrier proteins) که به آنها پروتئین‌های غیراختصاصی حمل‌کننده چربی هم می‌گویند، پروتئین‌هایی هستند که وظیفه‌شان حمل استروئیدها و شاید فسفولیپیدها و گانگلیوزیدها مابین پوستهٔ سلول‌هاست.
یکی از انواع این پروتئین‌ها در انسان به نام SCP2 احتمالاً در انتقال کلسترول و سایر انواع چربی میان سلول‌ها نقش دارد.